# Cirolana nielbrucei
Cirolana nielbrucei is een pissebed uit de familie Cirolanidae. De wetenschappelijke naam van de soort is voor het eerst geldig gepubliceerd in 1995 door Brusca, Wetzer & France.